# Elophos vallesiaria
Elophos vallesiaria là một loài bướm đêm trong họ Geometridae.